# Alevitische Gemeinde Deutschland

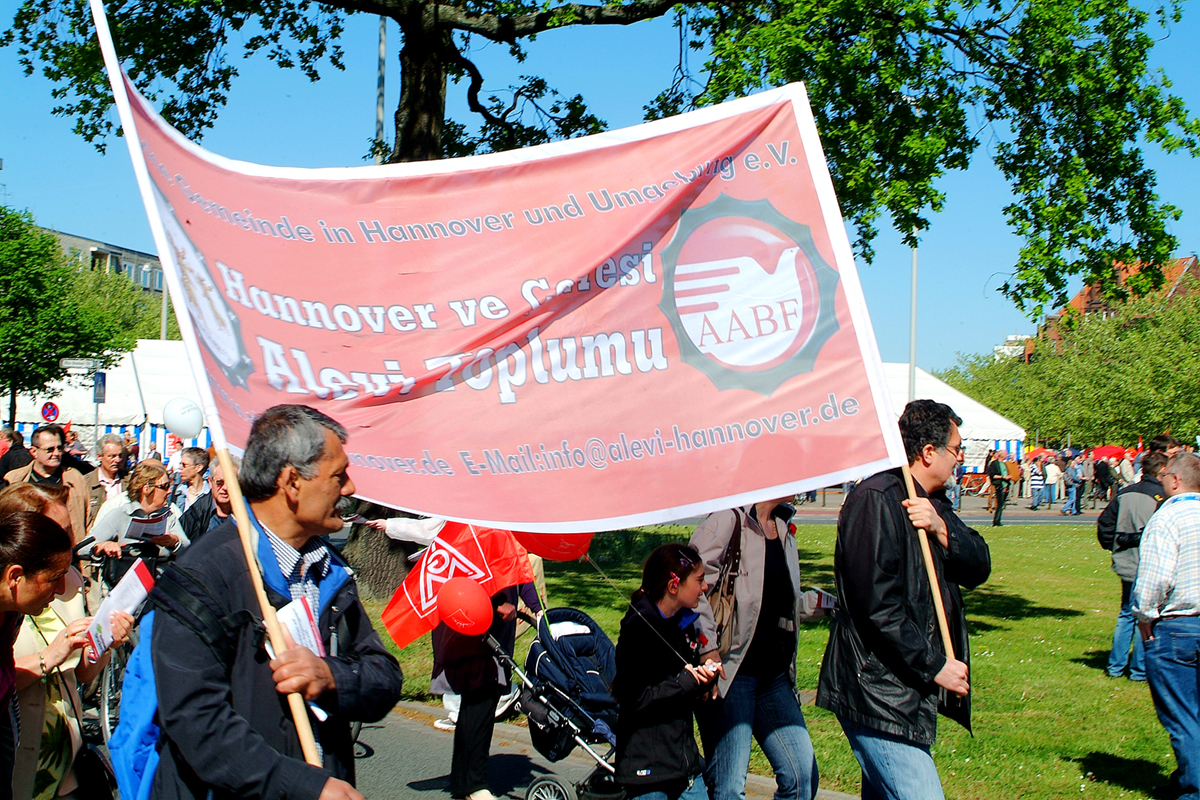
AABF-Demonstration zum 1. Mai 2011 in Klagesmarkt, Hannover

Die Alevitische Gemeinde Deutschland (türkisch: Almanya Alevi Birlikleri Federasyonu, Abk.: AABF) ist die Dachorganisation der in Deutschland lebenden Aleviten. Sie vertritt die Interessen der deutschlandweit 164 Mitgliedsgemeinden.
Für die in Deutschland lebenden, mehrheitlich aus Anatolien stammenden Alevitinnen und Aleviten, hat die AABF somit einen Alleinvertretungsanspruch. Sie ist eine der größten von Menschen mit Migrationshintergrund gegründeten Organisationen in der Bundesrepublik und zählt mit ihren ca. 700.000 Angehörigen zu den großen Religionsgemeinschaften in Deutschland. Der Bundesvorsitzende ist Hüseyin Mat.
Die Alevitische Gemeinde Deutschland erhielt nach Anhörung des Hauptausschusses im Landtag am 10. Dezember 2020 in Nordrhein-Westfalen erstmals den Status einer Körperschaft des öffentlichen Rechts. Im Dezember 2022 wurde der Gemeinde auch im Land Berlin der Status einer Körperschaft des öffentlichen Rechts zuerkannt.

## Geschichte und Bedeutung

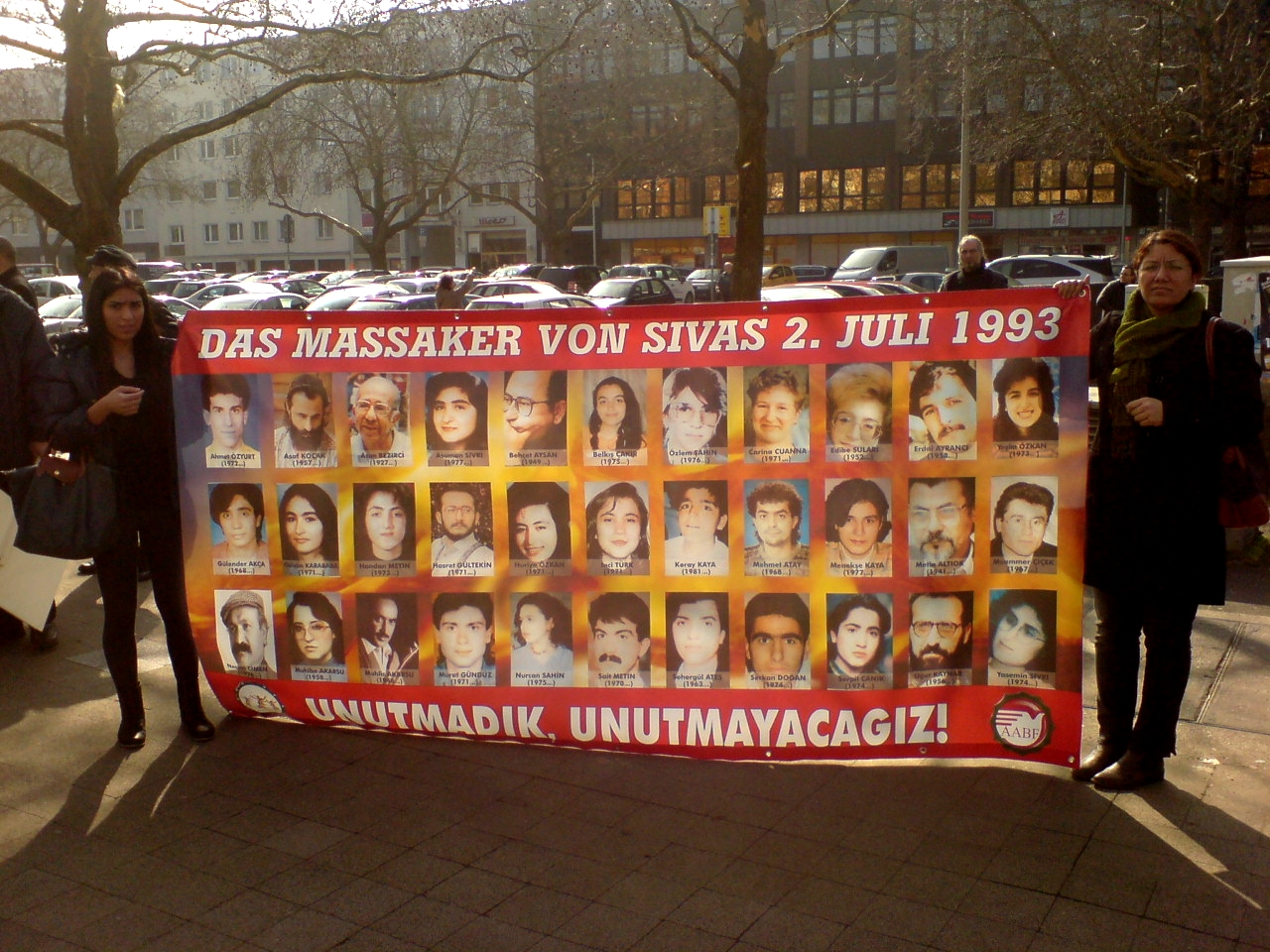
Transparent der AABF im Gedenken an die Opfer des Sivas-Massakers

Der Verband wurde 1989 gegründet und gab sich am 31. März 1998 ein neues Programm. Die Alevitische Gemeinde Deutschland, Körperschaft des öffentlichen Rechts mit Sitz in Köln, ist in Landesvertretungen und Gemeinden auf Stadt- und Gemeindeebene organisiert.
Die dem Dachverband angeschlossenen Ortsgemeinden engagieren sich in vielfältiger Weise in den Städten und Kommunen: Zahlreiche Bildungs-, Beratungs-, Kultur-, Sport und religiöse Angebote gehören zum Regelangebot und verstehen sich auch immer als ein Angebot an alle Menschen in der Region, unabhängig von Herkunft und Religion. In enger Kooperation mit den kommunalen Regeleinrichtungen und getreu dem Leitbild Gemeinsam für Vielfalt leben und praktizieren die alevitischen Gemeinden ein gesellschaftliches Miteinander.
Die Alevitische Gemeinde Deutschland ist eine anerkannte Religionsgemeinschaft nach Art. 7 Abs. 3 des Grundgesetzes und vertritt als berufenes Mitglied der Deutschen Islam Konferenz sowie des Integrationsgipfels der Bundesregierung die Interessen ihrer Verbandsmitglieder.
Im Unterschied zu vielen anderen Organisationen ist die Alevitische Gemeinde Deutschland ein deutsches Phänomen, die keine Vorläuferstrukturen in der Türkei hat. Zu den wichtigsten Errungenschaften der Alevitischen Gemeinde Deutschland gehören die Renaissance des alevitischen Glaubens und die Etablierung der alevitischen Lehre und Forschung an deutschen Universitäten sowie die Einführung des alevitischen Religionsunterrichts in mittlerweile 8 Bundesländern. Die Anerkennung der AABF als Körperschaft des öffentlichen Rechts sind die bedeutendsten Ziele auf der politischen Agenda des Verbands.
Die Alevitische Gemeinde Deutschland ist Mitglied der Alevitischen Union Europa (Avrupa Alevi Birlikleri Konfederasyonu; Abk. AABK).
Im Jahr 2012 schloss sich die Alevitische Gemeinde Deutschland dem Aktionsbündnis Umfairteilen an. Im August 2013 würdigte Bundespräsident Joachim Gauck in Berlin das Engagement der Alevitischen Gemeinde.
Die AABF stellt berufene Vertreter bei der Deutschen Islamkonferenz und dem Integrationsgipfel der Bundesregierung.

## Ziele
Zu den Zielen gehören die Wiederbelebung des Alevitentums, die Integration und Partizipation ihrer Mitglieder in der deutschen Gesellschaft und die Erteilung eines eigenen Religionsunterrichts.
Zu den wichtigsten Errungenschaften der Alevitischen Gemeinde Deutschland gehören die Renaissance des alevitischen Glaubens und die Etablierung der alevitischen Lehre und Forschung an deutschen Universitäten sowie die Einführung des alevitischen Religionsunterrichts. Die erste Zulassung des alevitischen Religionsunterrichts erfolgte im Schuljahr 2006/2007 in Baden-Württemberg, mittlerweile gibt es ihn in insgesamt neun Bundesländern. Die bundesweite Anerkennung der AABF als Körperschaft des öffentlichen Rechts ist ein wichtiges politisches Ziel des Verbands.

## Publikationen
Alevilerin Sesi („Stimme der Aleviten“) ist eine monatlich erscheinende Zeitschrift der AABF. Neben türkischen Texten werden auch deutsche und französische Beiträge veröffentlicht. Die Artikel handeln vom Alevitentum, der innenpolitischen Situation in der Türkei sowie in Deutschland und von alevitischen Vereinstätigkeiten.

## Belege
1. ↑  REMID (2013).
2. ↑  Bonner Institut für Migrationsforschung: Alevitischer Abend mit vielen Erkenntnissen, 5. Februar 2014.
3. ↑  Rechtsstatus der Aleviten im Land Berlin, abgerufen am 17. Dezember 2022.
4. ↑  umfairteilen.de: Der Trägerkreis des Bündnisses (Memento vom 26. Dezember 2012 im Internet Archive), abgerufen am 1. Januar 2014.
5. ↑  alevi.com: Bundesvorstand zu Gast beim Bürgerfest von Joachim Gauck (Memento des Originals vom 29. September 2013 im Internet Archive)  Info: Der Archivlink wurde automatisch eingesetzt und noch nicht geprüft. Bitte prüfe Original- und Archivlink gemäß Anleitung und entferne dann diesen Hinweis.
6. ↑  alevi.com: Alevitischer Religionsunterricht: Allgemeines (Memento des Originals vom 9. Juli 2013 im Internet Archive)  Info: Der Archivlink wurde automatisch eingesetzt und noch nicht geprüft. Bitte prüfe Original- und Archivlink gemäß Anleitung und entferne dann diesen Hinweis.

Koordinaten: 50° 56′ 30,6″ N, 6° 53′ 30,6″ O